# 上野千鶴子
上野千鶴子（日语：／ Ueno Chizuko，1948年7月12日—），日本女性主義社會學家。專長領域為家庭社會學、社會性別和女性研究。上野是日本著名研究女性解放理論的女性主義者，在1980年代的日本學術界打出名堂，與淺田彰、今村仁司、栗本慎一郎、岸田秀等學者齊名。
除了深耕上述研究範疇，上野同時身兼多職如：東京大學榮譽教授，非營利組織Women's Action Network(簡稱為WAN）理事長，日本社會學會理事，關東社會學學會前會長(2005-2006) ，前日本學術會議成員（目前為相關組織成員），野村控股DIVERSITY CAREER FORUM講師(2021年～)，Shure大學(東京シューレ自由學校的一支，現改名為TDU/雫穿大學)顧問，及“Norikoenet(意為「超越"仇恨言論和種族主義"跨國網路」)共同代表，隸屬於「解決慰安婦問題」團體。1996年至2007年，在東京大學擔任教授。
上野畢業於京都大學的文學院研究所的哲學系社會學，東京大學研究生院人文社會系研究科博士。她以家庭社會學和女性研究的研究學者視角出發，積極為女性主義相關議題發聲，喚起社會大眾對社會學的興趣。著有《父权制与资本主义》（1990年）和《一个人的老后》（2006年）等書。 2023年8月，獲日本《新聞週刊》雜誌選為世界尊敬百大日本人。2024年，獲選為美國新聞雜誌《時代雜誌》當年時代百大人物之一。

## 經歷

### 童年
1948年生於富山縣中新川郡上市町，也就是上野的雙親當時疏散空地；父親是從滿洲國回到日本的內科醫生，家中成員有開診所的父親，擔任家庭主婦的母親、年長五歲的哥哥、小兩歲的弟弟和父親的母親共六人。上野成長於富裕的家庭，備受無止盡的寵愛；個性十分隨心所欲，不像別的小女孩一樣和男性手足之間會保有分寸。
幼稚園就讀富山的知名天主教教會學校，應父母要求而考取富山大學校教育系附屬中學(現更名為富山大學人類發達科學部附屬中學)，畢業後舉家遷居至石川縣金澤市，再次聽父親的話而考取石川金澤二水高中。由於上野是家中成績最優秀的孩子，國高中唸的學校都由溺愛唯一掌上明珠的父親決定。上野從13歲起對父親從「把拔(日語：パパ)」改稱「老爸(日語：オヤジ，通常是男性對父親非正式的稱呼，女性不太會使用)」，就變得很會邊斟酌父親的反應邊見機行事，母親則明顯表現出不樂見並迴避的態度。

### 大學時期
上野認為這樣下去一輩子都離不開父母，滿心想搬出去而打算報考東京的國際基督教大學，父親卻當場拒絕「我不想讓女兒去東京」。18歲時，上野參加關西四所大學的參觀團，遊覽神戶女學院大學、關西學院、同志社大學和京都大學校園，當父親勸她考純女校的神戶女學院時，上野回答「我不考慮女子大學」，而相較於同志社校園裡男女情侶牽手散步的光景，上野在看到京大校園裡大家都低頭走路的模樣時，心想「啊，我就該來這裡！」。於是報考從哥哥寄宿處通車可達的京大和同志社大學，1967年4月起，成為文學部哲學系學生。
1967年秋天，上野第一次經歷學生運動，其為紀念10月8日在羽田事件中喪生的文學院學生山崎博昭，也是她參加的第一場學生運動。上野的雙親對學運都抱持反對態度，當她想加入漂鳥運動社團時，他們也很反對；但是哥哥袒護她說「去爬山比總比參加學運好多了」而得以入社，後來她坦承自己一直瞞著雙親跑去參與學運。
雖然上野是全學鬥活動人士，但也曾親身遭遇性別歧視。她批判男學運人士有著雙重標準：在男人身後支持他們的女學生很受歡迎，但是在學運中一起持棍示威的女同學卻不受待見，他們並不想讓她們當自己的女朋友；即使同為學運抗爭第一線的女性同志，若是對性持開放態度，他們就稱之為「公廁（日語：公衆便所）。上野批判嘴上喊著「瓦解天皇制（日語：天皇制解体)」、「粉碎家庭帝國主義（日語：家族帝国主義粉砕）」骨子裡卻支持父權的男人和學運的男同學們根本沒有差別。她注意到他們即使大腦想的是革命，身體卻還是照著父權體制行事「共產黨回到家裡還是過天皇制」；不管時代再怎麼變，這一點還是殊無二致。
她認為學運本身應無性別差異，卻曾遭要求在學運幕後為男同學準備飯糰，且遭人嘲笑「她是想跟男人平起平坐的女人」等性別歧視讓她心有不甘，促成日後成為女性主義者的契機。在全學鬥運動巔峰的1969年，日本警視廳機動隊將圍籬拆除，她甚感落寞，因此休學了一年。

### 研究所時期
1972年大學畢業後進入京大研究所。上野表示繼續讀研究所原因係為「由於我體會到身處衰退期的人成群結隊有多可怖，以及我有多不樂意參與純女性的團體，我死也不想參加求職活動。雖然我既沒有自我提升的意願也沒有向學的心，就把研究所當成暫停期地去唸了。」
研究生時期，上野加入了京都大學俳句會社團，以「上野ちづこ」為名，發表俳句。二十多歲時受朋友之邀去參加日本女性研究會的活動，她回憶當時，表示：「雖然我當時心想『真不舒服』，但想說就去一次看看嘛，抱著輕鬆的心情前去參加，沒想到在場的有粉領族、家庭主婦、教師、許多不同職業的人，大家都很獨立自主，饒富知性，個性寬容，女性與會者都好迷人」而沈浸其中，並表示因此擺脫對女性的難以信任：「在跟日本女性學研究會的學姐來往前，我認為跟男性往來很容易，但我不懂怎麼與女性來往才好」並說「托女性學會的學姐們之福，我體會到『女性是可以信賴的生物』，才擺脫了獨來獨往的作風」並表示「同時，我領悟到可以將自己當作研究對象，第一次自發性地萌生想有所作為的念頭」。
上野成為探討構造主義文化人類學和社會學的領域分界點的社會學理論研究學者，其1970年代的論文收錄在《結構主義的冒險》中。
上野曾表示，25歲時看《京都新聞》報的求職版，高達八成要求「僅限男性」，徵求包住柏青哥店的夫婦廣告則寫著「同時徵求一男一女」，剩下寫著「僅限女性」的職缺，不是俱樂部女公關，就是管理行政職，要求珠算記帳3級以上資格。邊看報紙的她理解到「我既當不了女公關，也不會珠算記帳。我什麼能力都沒有，身無一技之長。」更別提當時只靠學貸跟打工費，以及當時有在上班的男友供養。後來上野意識到她在京都大學唸了5年，研究所5年，博士後2年，合計12年，所以不需要考教師資格就能在大學教書，於是開始找工作。

### 畢業與就業
1977年3月，上野於京都大學大學院博士學程學分修畢(未獲論文通過認可，不算取得博士學位)離校，往後兩年在文部科學省日本學術振興會擔任研究員。1979年4月，應徵成為平安女學院短期大學 (現更名為平安女學院大學短期大學部)專任講師。
1980年，上野接觸到馬克思主義女性主義，成為引進者與研究家，其後撰寫《家父長制と資本制 - マルクス主義フェミニズムの地平(日語)》(1990)。擔任日本女性研究學會發行的《女性學年報》創刊號(1980年10月出版)的主編。
此外，上野亦致力於統整日本女性議題的歷史，屏除外來思想影響的部分。她也重新審視1970年代的婦女解放運動並評價。

### 登上媒體
1982年，上野出版《性感女孩大研究(日文：セクシィ・ギャルの大研究―女の読み方・読まれ方・読ませ方)》，這是她首度登上媒體。雖然雙親看了書名，父親責備母親說：「我們家管得這麼嚴，怎麼會教出這種小孩呢?是妳沒把女兒教好」，母親則回說：「是你太寵她了」，但也坦白說已跟親戚推薦並分發從書店買回來的書。書籍封面列有日本經濟學家栗本慎一郎、文化人類學家山口昌男和大眾文化學者鶴見俊輔等的好評推薦序文，讓上野一躍成為廣為人知的女權主義學者，其為藉由文化人類學、符號學和表象文化論的角度檢視當代的消費社會。尤其在1987~1988年，香港歌手陳美齡帶著尚在襁褓的嬰兒上綜藝節目引發了「美齡論戰（日文：アグネス論争）」，上野選擇站在支持陳美齡這一方，因而有「(說到女性主義學家)，(日本關)東有樋口(惠子)，(關)西有上野」的說法。
1989年，上野在京都精華大學人文學部擔任助理教授。

### 父母離世
1991年上野43歲時，母親因乳癌去世。上野自述說，她扮演孝順女兒的形象只撐到三天兩夜，從第三天開始就生氣發飆，在母親因病反覆進出院期間都避開母親，不去探望，保持距離。然而在母親臨終病榻之前，上野再也壓抑不住自己的情緒：「嗚哇」地大哭，甚至對母親說道：「媽，我離家以來，可是拼了命地重新養育自己了喔」，母親則說「話雖如此，那還是我把妳教得很好呀」，上野聞言大受打擊，心想「我還是贏不了『母親』這個頭銜啊」。
上野自述因為她一直跟母親保持距離，看到母親的遺體並沒有特別的感受，而是心想「把爸爸丟下算什麼嘛！」上野表示，基於父親疼愛自己的記憶，她於是心想「我要好好看著他老去，直到替他送終」，而父親自從妻子過世後，一直生活於孤獨與失意之中，2001年過世後上野才卸下這股重擔。
1992年，成為京都精華大學人文學部教授。期間也擔任國際日本文化研究中心的客座助理教授。

## 思想
上野吸收建構主義社會學、文化人類學、符號學的批判方法，對「馬克思女性主義」加以反省，並對日本固有傳統及社會條件對婦女造成的不平等加以批判：例如在家務方面「日本傳統女性......必須承擔起家中所有雜事的負擔，也會失去所有的空閒時間。」至於照顧者的角色方面，日本女性不只得照顧自己的父母，也要照顧婆家的雙親，若兼要撫養小孩，丈夫卻因大部份日本公司都要求長時數工作，她的觀察是「別指望另一半會幫什麼忙。」
除了家庭的層面，上野亦在《近代家庭的形成和終結》一書中追溯了日本的忠孝觀念，並分析自明治維新始，統治者運用儒家文化，把父系家庭的孝道倫理，結合了對天皇的效忠，在法律及教育建制層向全國散布，她指其實當時日本只有武士家庭具有完整的父系家庭，大部分家庭都有母系繼承等非正統父系傳統，故此對大部份平民來說，忠孝根本不能兩全。
上野的另一本著作《賦國家主義以社會性別》自1998年由日本青土社出版後，引起了社會的強烈反響，三四年間就重印了十次。該書的第一部分“國民國家與社會性別”剖析了戰時由國家引導的大眾動員和女性政策、女性國民化的過程，分析日本當代女性史家在日本女性史轉型的過程中，對於近代史上的女性主義理念、戰爭責任的問題發生了怎樣的變化。第二部分探討慰安婦問題，把慰安婦問題看做“我們正在繼續袒護的犯罪”。第三部分“記憶的政治學”論述了其貫穿全書的一個主題：“女性主義能否超越國家主義？”她堅信女性主義應該超越國境。
上野教授與華語學界亦有交流，1993年5月台灣作家李昂應東京大學文學部的邀請演講，與上野千鶴子教授作了一次對談，後來李昂又在雜誌《世界》上第二次與上野教授對談，2004年中國期刊《读书》第8期中「“主義”與性別」一文亦記錄了李小江與上野就中日兩國的女性問題及女性研究等話題進行的對話。
上野的著述豐富，有《裙子底下的劇場》、《性感女孩大研究》、《近代家庭的形成和終結》、《女人的快樂》、《尋找自己的遊戲》、《女人遊戲》、《資本制與家父長制》、《高齡化社會：四十歲開始探討老年》、《上野千鶴子対談集》、《賦國家主義以社會性別》及與小倉千加子合著《女性主義》等。

## 著作

### 单著
- 『セクシィ・ギャルの大研究―女の読み方・読まれ方・読ませ方』 （光文社カッパ・ブックス，1982年／［岩波現代文庫（日语：岩波現代文庫）］，2009年）
- 『資本制と家事労働 ―マルクス主義フェミニズムの問題構制』（海鳴社，1985年）
- 『構造主義の冒険』（勁草書房上月景正，1985年）
- 『女は世界を救えるか』（勁草書房，1986年）
- 『女という快楽』（勁草書房，1986）
- 『受母親溺愛的男孩末路 ―女と男の未来』（河合ブックレット，1986年）
- 『<私> 探しゲーム ― 欲望私民社会論』（筑摩書房，1987年）のち文庫
- 『女遊び』（学陽書房，1988年）
- 『接近遭遇 ― 上野千鶴子対談集』（勁草書房，1988年）
- 裙底的剧场（河出書房新社，1989年）のち文庫
  - 陆版 磨铁文化大鱼读品（发行） 2023年12月预定
- 『ミッドナイト・コール』（朝日新聞社，1990年）のち文庫
- 《父权制与资本主义》（1990年初版，2009年再版）
- 『性愛論 ― 対話篇』（河出書房新社，1991年）のち文庫
- 『セゾンの発想 ― マ-ケットへの訴求』（Libroport（日语：リブロポート），1991年）
- 『うわの空 ― ドイツその日暮らし』（朝日新聞社，1992年）のち文庫
- 《近代家庭的形成和终结》（1994年）
- 『発情装置 ― エロスのシナリオ』（筑摩書房，1998年）
- 『ナショナリズムとジェンダー』（1998年）
- 『ラディカルに語れば... ― 上野千鶴子対談集』（平凡社，2001年）
- 『上野千鶴子が文学を社会学する』（朝日新聞社，2000年）のち文庫
- 『家族を容れるハコ 家族を超えるハコ』（平凡社，2002年）
- 『差異の政治学』（岩波書店，2002年）
- Nationalism and Gender (Melbourne: Trans Pacific Press, 2004)
- 『サヨナラ，学校化社会』（太郎次郎社，2002年／ちくま文庫，2008年）
- 『国境お構いなし』（朝日新聞社，2003年／文庫，2007年）
- 『老いる準備 ― 介護することされること』（学陽書房 2005年／朝日文庫，2008年）
- 《为了活下去的思想》（2006年初版，2012年修订版）
- 《一个人的老后》（2007年）
- 『男おひとりさま道』（法研，2009年）
- The Modern Family in Japan (Melbourne: Trans Pacific Press, 2009)
- 《上野千鹤子的午后时光：自由、幸福、底气》（2010年）
- 《厌女》（2010年）
- 《女性生存战争》（2013年）
- 《从提问到输出：上野千鹤子的知识生产术》（2018年）
- 《我们去往何方》（2022年）

### 共著
- （宮迫千鶴）『多型倒錯 つるつる対談』（創元社、1985年）
- （高田公理・野田正彰・奥野卓司・井上章一）『現代世相探検学』（朝日新聞社、1987年）
- （網野善彦・宮田登）『日本王権論』（春秋社、1988年）
- （伊藤比呂美）『のろとさにわ』（平凡社、1991年）
- （NHK取材班）『90年代のアダムとイヴ』（日本放送出版協会、1991年）
- （小倉千加子・富岡多恵子）『男流文学論』（筑摩書房、1992年）
- （田中美由紀・前みち子）『ドイツの見えない壁――女が問い直す統一』（岩波書店［岩波新書］、1993年）
- （中村雄二郎）『「人間」を超えて――移動と着地』（河出書房新社、1994年）
- （本間正明）『NPOの可能性――新しい市民活動』（かもがわ出版、1998年）
- （中村雄二郎）『21世紀へのキーワード　インターネット哲学アゴラ――日本社会』（岩波書店、1999年）
- （川村湊・成田龍一・奥泉光・イ・ヨンスク・井上ひさし・高橋源一郎）『戦争はどのように語られてきたか』（朝日新聞社、1999年）

改題『戦争文学を読む』（朝日文庫、2008年）
- （小倉千加子）『ザ・フェミニズム』（筑摩書房、2002年／ちくま文庫、2005年）
- （辛淑玉）『ジェンダー・フリーは止まらない！――フェミ・バッシングを超えて』（松香堂書店、2002年）
- （中西正司）『当事者主権』（岩波新書、2003年）
- （行岡良治）『論争・アンペイドワークをめぐって』（太田出版、2003年）
- （鶴見俊輔・小熊英二）《战争留下了什么》（2004年）
- （信田さよ子）『結婚帝国女の岐れ道』（講談社、2004年）
- （趙韓惠浄）『ことばは届くか――韓日フェミニスト往復書簡』（岩波書店、2004年）
- （三浦展）《从消费社会到格差社会》（2007年）
- （辻井喬）『ポスト消費社会のゆくえ』（文春新書、2008年）
- （辻元清美）『世代間連帯』（岩波新書、2009年）
- （古市憲寿）《从零开始的女性主义》（2011年）
- （坂東眞理子）《身为女性的选择》（2011年）
- （铃木凉美）《始于极限：女性主义往复书简》（2021年）
- （NHK Global Media Services, Inc.・TV MAN UNION,INC.）上野千鹤子：最后的讲义（暂译）（主妇之友社、2022年）
  - 陆版 磨铁文化大鱼读品（发行） 2023年11月预定

### 編著
- 『主婦論争を読む――全記録（1・2）』（勁草書房、1982年）
- 『色と欲』（小学館、1996年）
- 『キャンパス性差別事情――ストップ・ザ・アカハラ』（三省堂、1997年）
- 『構築主義とは何か』（勁草書房、2001年）
- 『脱アイデンティティ』（勁草書房、2005年）
- 『「女縁」を生きた女たち』（岩波書店［岩波現代文庫］、2008年）

### 共編著
- （電通ネットワーク研究会）『「女縁」が世の中を変える――脱専業主婦のネットワーキング』（日本経済新聞社、1988年）
- （鶴見俊輔・中井久夫・中村達也・宮田登・山田太一）『シリーズ変貌する家族（全8巻）』（岩波書店、1991年-1992年）
- （樺山紘一）『21世紀の高齢者文化』（第一法規出版、1993年）
- （井上輝子・江原由美子）『日本のフェミニズム（全8巻）』（岩波書店、1994年-1995年）
- （綿貫礼子）『リプロダクティブ・ヘルスと環境――共に生きる世界へ』（工作舎、1996年）
- （メディアの中の性差別を考える会）『きっと変えられる性差別語――私たちのガイドライン』（三省堂、1996年）
- （河合隼雄）『現代日本文化論（8）欲望と消費』（岩波書店、1997年）
- （田端泰子・服藤早苗）『シリーズ比較家族（8）ジェンダーと女性』（早稲田大学出版部、1997年）
- （井上俊・見田宗介・大澤真幸・吉見俊哉）『岩波講座現代社会学（全27巻）』（岩波書店、1995年-1997年）
- （見田宗介・内田隆三・佐藤健二・吉見俊哉・大澤真幸）『社会学文献事典』（弘文堂、1998年）
- （井上輝子・江原由美子・大沢真理・加納実紀代）『岩波女性学事典』（岩波書店、2002年）
- （寺町みどり・ごとう尚子）『市民派政治を実現するための本――わたしのことは、わたしが決める』（コモンズ、2004年）
- （岩崎稔・成田龍一）『戦後思想の名著50』（平凡社, 2006年）
- （大熊由紀子・大沢真理・神野直彦・副田義也）『ケア――その思想と実践（全6巻）』（岩波書店、2008年）
- （岩崎稔・北田暁大・小森陽一・成田龍一）『戦後日本スタディーズ（全3巻）』（紀伊國屋書店、2008年-2009年）

### 翻譯
- バーバラ・シンクレア『アメリカ女性学入門』（勁草書房、1982年）
- A・クーン, A・ウォルプ編『マルクス主義フェミニズムの挑戦』（勁草書房、1984年）
- バベット・コール 『トンデレラ姫物語』 （ウイメンズブックストア松香堂、1995年）
- バベット・コール 『シンデレ王子の物語』 （ウイメンズブックストア松香堂、1995年）
- ジェフリー・ウィークス『セクシュアリティ』（河出書房新社、1996年）

## 註解
1. ↑  參考1982年版的《主婦論争を読む――全記録（1・2）》

## 外部連結
- WAN上野千鶴子web研究室（页面存档备份，存于）
- 上野千鶴子 (ueno_wan) on Twitter（页面存档备份，存于）
- 英語： （英文）
- 『上野千鶴子著『マザコン少年の末路』の記述をめぐって』（页面存档备份，存于） - 京都産業大学教授灘本昌久による紹介（日語）